# Melecjusz (Kisniaszkin)
Melecjusz, imię świeckie Iwan Gawriłowicz Kisniaszkin (ur. 1 stycznia 1971 r. w Zajcewie) – rosyjski biskup prawosławny.

## Życiorys
Wychowywał się w religijnej rodzinie, został ochrzczony w dzieciństwie i był jako dziecko ministrantem i lektorem w cerkwi Opieki Matki Bożej w Kamiennym Brodzie. Szkołę średnią ukończył w rodzinnej wsi Zajcewo. Po odbyciu zasadniczej służby wojskowej, od 1991 r. do 2000 r. był osobistym służką arcybiskupa penzeńskiego i kuźnieckiego Serafina. 
11 sierpnia 2000 r. przyjął święcenia diakońskie z rąk biskupa sarańskiego i mordowskiego Warsonofiusza, natomiast 28 sierpnia 2000 r. został wyświęcony na kapłana. Przez pierwsze dziewięć lat służby kapłańskiej był proboszczem parafii przy kaplicy św. Michała Archanioła w Penzie, następnie w latach 2009-2010 był proboszczem parafii Objawienia Pańskiego w Penzie, równocześnie od 2009 do 2011 r. pełniąc obowiązki proboszcza parafii przy soborze Wniebowstąpienia Pańskiego w Kuźniecku oraz dziekana cerkwi w Kuźniecku i w rejonie kuźnieckim. Równocześnie w latach 2000-2005 kształcił się w seminarium duchownym w Samarze, a następnie w Petersburskiej Akademii Duchownej, którą ukończył w 2008 r. W 2007 r. otrzymał godność protojereja. 
Od 2011 r. wstąpił do monasteru św. Jana Teologa w Makarowce, gdzie pełnił obowiązki kierownika centrum pielgrzymkowego przy klasztorze. 10 marca 2011 r. metropolita sarański i mordowski Warsonofiusz postrzygł go na mnicha, nadając mu imię zakonne Melecjusz na cześć św. Melecjusza, patriarchy antiocheńskiego. W tym samym roku hieromnich Melecjusz został namiestnikiem monasteru św. Jana Teologa w Sarańsku z godnością ihumena. Od 2022 r. był wykładowcą seminarium duchownego w Sarańsku.
W maju 2024 r. Święty Synod Rosyjskiego Kościoła Prawosławnego nominował go na biskupa ardatowskiego i atiaszewskiego. W związku z tą nominacją 6 czerwca 2024 r. metropolita sarański i mordowski Zenobi nadał mu godność archimandryty. Jego chirotonia biskupia miała miejsce 11 lipca 2024 r. w soborze Przemienienia Pańskiego w monasterze Wałaam, pod przewodnictwem patriarchy moskiewskiego i całej Rusi Cyryla. Do 25 lipca 2024 r. biskup Melecjusz pozostawał namiestnikiem monasteru św. Jana Teologa w Sarańsku.